# 1973年逝世人物列表

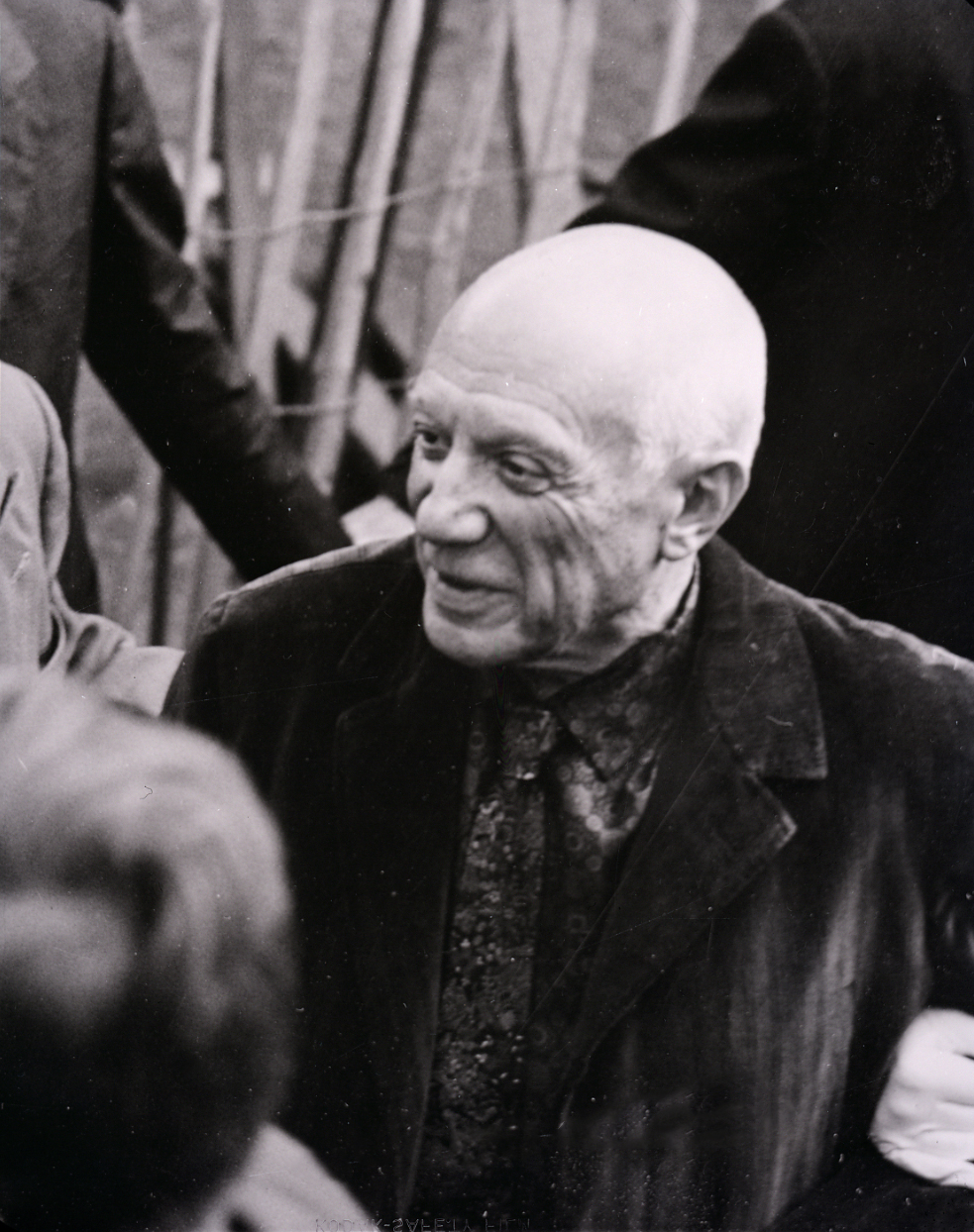
畢卡索，於1973年4月8日逝世

1973年逝世人物列表：1月 - 2月 - 3月 - 4月 - 5月 - 6月 - 7月 - 8月 - 9月 - 10月 - 11月 - 12月
下面是1973年逝世的人士列表。

## 1月

### 2日
- 埃莱亚萨尔·洛佩斯·康特雷拉斯，委內瑞拉總統

### 11日
- 伊莎貝爾·倫道夫，美國女演員[1]

### 16日
- 裕容齡，中國舞蹈家，清朝宮廷侍女

### 22日
- 林登·约翰逊，美国总统

### 23日
- 吉德·奧里，美國音樂家[2]

### 24日
- J·卡羅爾·奈什，美國演員

### 26日
- 爱德华·罗宾逊，美國演員

### 28日
- 弗拉基米尔·别洛库罗夫，蘇聯演員

### 31日
- 拉格納·弗里施，挪威經濟學家，諾貝爾獎獲得者
- 傑克·麥高蘭，愛爾蘭電影演員

## 2月

### 11日
- 約翰內斯·延森，德國物理學家，諾貝爾獎獲得者[3]

### 15日
- 沃利·考克斯，美國演員

### 16日
- 法蘭西斯科·卡馬尼奧，多明尼加共和國第1932任總統（被處決）

### 18日
- 法蘭克·卡斯特羅，義大利裔美國黑手黨黑幫和犯罪頭目

### 19日
- 伊凡·桑德森，蘇格蘭裔美國博物學家、隱動物學家和作家
- 約瑟夫·西蓋蒂，匈牙利小提琴家

### 22日
- 伊莉莎白·鮑文，愛爾蘭小說家
- 卡汀娜·帕辛歐，希臘女演員

### 23日
- 迪金森·伍德拉夫·理查兹，美國醫生，諾貝爾生理學或醫學獎獲得者

### 28日
- 塞西爾·凱拉韋，南非演員

## 3月

### 3日
- 維拉·帕諾娃，蘇俄混血作家

### 6日
- 赛珍珠，美國作家[4]

### 8日
- 本傑明·德·阿裡巴·卡斯特羅，西班牙羅馬天主教大主教和紅衣主教

### 10日
- 布爾·康納，美國政治家，民權反對者[5]
- 理查·夏普爾斯爵士，英國政治家，百慕達總督（被暗殺）
- 羅伯特·西奧德馬克，出生於德國的美國導演

### 12日
- 戴维·赖克，英国演化生物学家

### 17日
- 朱塞佩·費雷托，義大利羅馬天主教紅衣主教

### 18日
- 約翰內斯·阿維克，愛沙尼亞語言學家
- 勞里茨·梅爾基奧爾，丹麥歌劇演唱家[6]

### 21日
- Âşık Veysel，土耳其詩人、詞曲作者和薩茲演奏家[7]

### 22日
- 希爾達·蓋林格，奧地利數學家

### 23日
- 肯·梅納德，美國演員[8]

### 25日
- 愛德華·史泰欽，盧森堡出生的美國攝影師

### 26日
- 诺埃尔·科沃德，英國作曲家和劇作家[9]

## 4月

### 8日
- 巴勃羅·畢卡索，西班牙藝術家

### 12日
- 亚瑟·弗里德，美國電影製片人

### 13日
- 亨利·达尔格，美國局外人藝術家和作家[10]
- 达德利·森纳那亚克，斯里蘭卡第二任總理

### 14日
- 卡羅利·克倫尼，匈牙利語言學家和神話學家

### 16日
- 尼諾·布拉沃，西班牙歌手[11]
- 克尔特斯·伊斯特凡，匈牙利指揮家[12]

### 19日
- 汉斯·凯尔森，奧地利出生的法律理論家

### 21日
- 梅裡安·庫珀，美國飛行員、導演和製片人
- 阿瑟·法登，澳大利亞政治家，澳大利亞第13任總理

### 25日
- 福阿德·切哈卜，黎巴嫩第8任總統
- 法蘭克·傑克·弗萊徹，美國海軍上將

### 26日
- 愛琳·瑞恩，美國女演員

### 28日
- 雅克·马里顿，法國天主教哲學家

## 5月

### 1日
- 阿斯格·喬恩，丹麥畫家

### 6日
- 米爾娜·法希，美國女演員

### 8日
- 亞歷山大·范德格里夫特，美國將軍

### 11日
- 布布萨拉·比舍纳里耶娃，蘇聯芭蕾舞演員
- 萊克斯·巴克，美國演員

### 12日
- 弗朗西丝·马里恩，美國編劇[13]

### 16日
- 雅克·利普希茨，法裔美國雕塑家

### 18日
- 珍妮特·蘭金，美國政治家

### 20日
- 雅諾·沙里寧，芬蘭摩托車賽車手

### 21日
- 伊万·科涅夫，蘇聯元帥
- 沃恩·夢露，美國歌手

### 26日
- 卡爾·洛維特，德國哲學家

### 27日
- 康斯坦丁·戴科維奇烏，羅馬尼亞歷史學家和考古學家

### 29日
- 比·南利，马来西亚知名演员、歌手

## 6月

### 8日
- 艾米·戈林，德國女演員，赫爾曼·戈林的第二任妻子

### 9日
- 埃里希·冯·曼施坦因，德國陸軍元帥

### 10日
- 威廉·英格，美國劇作家[14]

### 30日
- 南希·米特福德，英國小說家[15]
- 瓦西裡·韋利奇科夫斯基，烏克蘭天主教主教

## 7月

### 2日
- 貝蒂·格拉布爾，美國女演員

### 3日
- 卡雷爾·安切爾，捷克斯洛伐克指揮家

### 6日
- Joe E. Brown，美國演員和喜劇演員
- 奧托·克萊姆佩勒，德國指揮家

### 7日
- 麥克斯·霍克海默，德國哲學家和社會學家
- 維若妮卡·蕾克，美國女演員

### 8日
- 亚瑟·卡尔韦尔，澳大利亞政治家
- 本-錫安·迪努爾，出生於俄羅斯的以色列教育家、歷史學家和政治家
- 威爾弗雷德·羅德斯，英國板球運動員

### 11日
- 亚历山大·莫索洛夫，俄羅斯作曲家
- 羅伯特·里安，美國演員

### 12日
- 小朗·钱尼，美國演員

### 13日
- 威利·弗里奇，德國演員

### 18日
- 傑克·霍金斯，英國演員

### 20日
- 米哈伊爾·伊薩科夫斯基，俄羅斯詩人
- 李小龙，美籍華裔武術家和演員
- 罗勃·史密森，美國藝術家

### 23日
- 埃迪·里肯巴克，美國第一次世界大戰飛行王牌和賽車手

### 24日
- 朱利安·阿庫尼亞·加萊，古巴植物學家

### 25日
- 德茲·帕坦圖斯-阿布拉哈姆，匈牙利總理
- 路易·圣洛朗，加拿大第12任總理

### 26日
- 康斯坦丁諾斯·格奧爾加科普洛斯，希臘律師和教授，第1890任希臘總理

### 29日
- 亨利·查理葉，法國作家
- 胡利奧·阿達爾韋托·里維拉·卡瓦略，薩爾瓦多第34任總統
- 羅傑·威廉姆森，英國賽車手

### 31日
- 安尼巴萊·貝爾貢佐利，義大利將軍

## 8月

### 1日
- 吉安·弗朗切斯科·马利皮耶罗，義大利作曲家
- 瓦爾特·烏布利希，東德政治家，前共產黨領導人和民主德國第二任國家元首
- 尼科斯·扎卡里亞迪斯，希臘政治家，希臘共產黨前領導人

### 2日
- 讓-皮埃爾·梅爾維爾，法國電影導演

### 6日
- 富尔亨西奥·巴蒂斯塔，古巴共和國軍事領導人
- 詹姆斯·貝克，英國演員

### 9日
- 查理斯·丹尼爾斯，美國奧林匹克游泳運動員

### 10日
- 道格拉斯·甘迺迪，美國演員

### 11日
- 佩吉·卡斯爾，美國女演員

### 12日
- 瓦尔特·鲁道夫·赫斯，瑞士生理學家，諾貝爾獎獲得者
- 卡尔·齐格勒，德國化學家，諾貝爾獎獲得者

### 16日
- 韋達·安·柏格，美國女演員
- 塞爾曼·瓦克斯曼，烏克蘭裔美國生物化學家，諾貝爾生理學或醫學獎獲得者

### 17日
- 康拉德·艾肯，美國作家
- 讓·巴拉克，法國作曲家
- 保羅·威廉姆斯，美國歌手

### 18日
- 弗朗索瓦·邦利厄，法國高山滑雪運動員
- 巴西爾·布魯克，英國政治家，第三任北愛爾蘭首相

### 30日
- 邁克爾·鄧恩，美國演員

### 31日
- 約翰·福特，美國電影導演

## 9月

### 2日
- J·R·R·托尔金，英国语言学家，作家。[16]

### 11日
- 薩爾瓦多·阿連德，智利前總統。

### 12日
- 馬喬莉·梅里韋瑟·波斯特，美國女商人

### 13日
- 貝蒂·菲爾德，美國女演員

### 15日
- 瑞典國王古斯塔夫六世·阿道夫

### 16日
- 拉斐尔·佛朗哥，巴拉圭第33任總統
- 维克多·哈拉，智利政治活動家和創作歌手
- 艾爾·謝爾曼（Al Sherman），美國錫盤巷（Tin Pan Alley）詞曲作者[17]

### 18日
- 泰奧·勒費弗爾，比利時第39任首相

### 19日
- 格拉姆·帕森斯，美國音樂家

### 20日
- 吉姆·克羅斯，美國詞曲作者[18]

### 22日
- 保罗·范泽兰，比利時第29任首相

### 23日
- 聂鲁达，智利诗人，1971年诺贝尔文学奖得主。[19]

### 24日
- 若蘇·德·卡斯特羅，巴西作家、醫生、地理學家和反饑餓活動家

### 26日
- 塞缪尔·弗拉格·贝米斯，美國歷史學家
- 安娜·马尼亚尼，義大利女演員

### 28日
- 諾瑪·克蘭，美國女演員

### 29日
- 威斯坦·休·奥登，詩人[20]

## 10月

### 2日
- 帕沃·努尔米，芬蘭奧運運動員

### 6日
- 弗朗索瓦·塞弗特，法國賽車手

### 8日
- 加布里埃爾·馬塞爾，法國天主教存在主義思想家

### 9日
- 羅塞塔·塔普修女，美國歌手和吉他手[21]

### 10日
- 路德維希·馮·米塞斯，奧地利經濟學家

### 14日
- 埃德蒙·切斯特（Edmund A. Chester），美國廣播員和記者[22]

### 16日
- 吉恩·克魯帕，美國爵士鼓手

### 17日
- 英格博格·巴赫曼，奧地利女詩人和作家

### 18日
- 列奥·施特劳斯，德裔美國政治哲學家
- 沃爾特·凱利，美國漫畫家
- 克萊恩·威爾伯，美國演員

### 19日
- 瑪格麗特·C·安德森，美國雜誌出版商

### 20日
- 穆罕默德·哈希姆·邁萬德瓦爾，阿富汗總理

### 22日
- 帕乌·卡萨尔斯，西班牙大提琴家和指揮家

### 25日
- 阿比比·比基拉，埃塞俄比亞長跑運動員

### 26日
- 謝苗·米哈伊洛維奇·布瓊尼，蘇聯元帥

### 27日
- 艾倫·萊恩，美國演員

### 28日
- 克萊奧·摩爾，美國女演員
- 塔哈·海珊，埃及作家

## 11月

### 3日
- 阿圖羅·德·科爾多瓦，墨西哥演員
- 马克·阿莱格雷，法國電影導演

### 7日
- 志摩清英，日本海軍上將

### 10日
- 莫頓·德約，美國海軍上將[23]

### 11日
- 哈桑·胡代比，埃及將軍
- 阿尔图里·伊尔马里·维尔塔宁，芬蘭化學家，諾貝爾獎獲得者

### 12日
- 瓦茨瓦夫·斯塔切维奇，波蘭作家、地質學家和將軍

### 13日
- B.S.約翰遜，英國實驗小說家
- 莉拉·李，美國女演員[24]
- 布鲁诺·马代尔纳，義大利指揮家和作曲家
- 艾爾莎·夏帕雷利，義大利時裝設計師

### 16日
- 艾倫·威爾遜·瓦茨，英國哲學家

### 17日
- 密那·阿爾法薩，多血統精神領袖，印度奧羅維爾的創始人[25]

### 18日
- 阿洛伊斯·哈巴，捷克作曲家和音樂學家

### 20日
- 艾倫·謝爾曼，美國喜劇作家、電視製片人和歌曲模仿者

### 23日
- 早川雪洲，出生於日本的美國演員和電影導演
- 康斯坦斯·塔爾馬奇，美國女演員

### 25日
- 阿爾伯特·德薩爾沃，美國罪犯，波士頓扼殺者案嫌疑人
- 勞倫斯·哈威，英國演員

### 28日
- 約翰·羅斯蒂爾，英國貝斯手、音樂家和作曲家

## 12月

### 1日
- 戴维·本-古里安，以色列第一任總理

### 3日
- 阿道弗·鲁伊斯·科尔蒂内斯，第47任墨西哥總統[26]

### 4日
- 劳里·莱赫蒂宁，芬蘭奧運運動員

### 5日
- 勞勃·華生-瓦特，蘇格蘭工程師，雷達先驅

### 12日
- 阿蒂利奧·加西亞，出生於阿根廷的烏拉圭足球運動員
- 野村直邦，日本海軍上將兼海軍大臣[27]

### 13日
- 朱塞佩·貝爾特拉米，義大利羅馬天主教紅衣主教

### 16日
- 席德·巴恩斯，澳大利亞板球運動員

### 17日
- 查理斯·艾博特，美国天文学家[28]

### 20日
- 路易斯·卡雷罗·布兰科，西班牙海軍上將和政治家，第69任西班牙首相
- 巴比·达林，美國創作歌手、音樂家、演員、舞蹈家、印象派畫家和電視節目主持人[29]

### 22日
- 詹姆斯·安德森，澳大利亚男子網球運動員。

### 23日
- 杰拉德·柯伊伯，荷蘭出生的美國天文學家

### 24日
- 弗里茨·高斯，德國歷史學家[30]

### 25日
- 伊斯麦特·伊诺努，土耳其將軍和政治家，二戰期間三屆土耳其總理和第二任土耳其總統
- 加布里埃爾·瓦讚，法國航空先驅

### 26日
- 哈羅德·李，耶穌基督後期聖徒教會美國主席

### 30日
- 馬塞爾-布魯諾·根蘇爾，法國海軍上將